# Arctonula
Arctonula is een mosdiertjesgeslacht uit de familie van de Romancheinidae en de orde Cheilostomatida. De wetenschappelijke naam ervan is in 1994 voor het eerst geldig gepubliceerd door Gordon & Grischenko.

## Soort
- Arctonula arctica  (M. Sars, 1851)
- Arctonula kunashiri (Gontar, 1982)